# Katelin Guregian
Katelin Guregian (nacida Katelin Snyder, Nashua, 16 de agosto de 1987) es una deportista estadounidense que compite en remo como timonel. Está casada con el timonel Nareg Guregian.
Participó en dos Juegos Olímpicos de Verano, obteniendo una medalla de oro en Río de Janeiro 2016, en la prueba de ocho con timonel, y el cuarto lugar en Tokio 2020, en la misma prueba.
Ganó seis medallas en el Campeonato Mundial de Remo entre los años 2009 y 2019. Además, obtuvo una medalla de plata en el Campeonato Mundial de Remo en Sala de 2019.

## Palmarés internacional
| Juegos Olímpicos   | Juegos Olímpicos         | Juegos Olímpicos  | Juegos Olímpicos |
| Año                | Lugar                    | Medalla           | Prueba           |
| ------------------ | ------------------------ | ----------------- | ---------------- |
| 2016               | Río de Janeiro (Brasil)  | Medalla de oro    | Ocho con timonel |
| Campeonato Mundial |                          |                   |                  |
| Año                | Lugar                    | Medalla           | Prueba           |
| 2009               | Poznań (Polonia)         | Medalla de oro    | Ocho con timonel |
| 2013               | Chungju (Corea del Sur)  | Medalla de oro    | Ocho con timonel |
| 2014               | Ámsterdam (Países Bajos) | Medalla de oro    | Ocho con timonel |
| 2015               | Aiguebelette (Francia)   | Medalla de oro    | Ocho con timonel |
| 2018               | Plovdiv (Bulgaria)       | Medalla de oro    | Ocho con timonel |
| 2019               | Ottensheim (Austria)     | Medalla de bronce | Ocho con timonel |

| Campeonato Mundial | Campeonato Mundial          | Campeonato Mundial | Campeonato Mundial |
| Año                | Lugar                       | Medalla            | Prueba             |
| ------------------ | --------------------------- | ------------------ | ------------------ |
| 2019               | Long Beach (Estados Unidos) | Medalla de plata   | Ligero 2000 m      |